# Паола Франкі
Паола Франкі (італ. Paola Franchi; нар. 17 листопада 1953) — італійський дизайнер інтер'єрів, художник, автор і колишня модель. Її автобіографія 2010 року L'amore strappato («Розбита любов») детально описує її стосунки з італійським бізнесменом Мауріціо Гуччі, який був убитий у 1995 році, коли вони були парою.

## Раннє життя та стосунки з Мауріціо Гуччі
Франкі народилася в Мілані в 1953 році. Вона відвідувала Accademia di Belle Arti di Brera. Франкі була другом дитинства італійського бізнесмена Мауріціо Гуччі і була на його весіллі з Патріцією Реджані в 1972 році. У 1983 році Франкі вийшла заміж за мідного промисловця Джорджіо Коломбо. У 1985 році народився їхній син Чарлі.
У 1990 році Франкі почала зустрічатися з Мауріціо Гуччі після зустрічі в приватному клубі в Сен-Моріці. Обидва страждали від нещасливих шлюбів. Франкі стала партнеркою Гуччі на п'ять років, поділяючи з ним розкішну квартиру на Корсо Венеція, Мілан. Коли розлучення Гуччі з Реджані було завершено в 1994 році, вони почали планувати одруження в маєтку Гуччі в Сент-Моріці у Швейцарії.
У 1995 році Мауріціо Гуччі був застрелений найманим кілером. На наступний день після вбивства Франкі отримала від Реджані розпорядження про виселення з розкішної квартири, яку вона ділила з Гуччі. Вимога була написана менш ніж через три години після смерті Мауріціо. Коли Франкі з'їхала, Реджані переїхала до неї з двома дочками. Вона жила там протягом двох років до свого арешту в 1997 році. У 1998 році Патриція Реджані була засуджена до 29 років тюремного ув'язнення за організацію вбивства. За словами прокурорів, Реджані ревнувала Франкі і хотіла перешкодити їй вийти заміж за Гуччі. Цей шлюб скоротив би аліменти Реджані вдвічі.

## Особисте життя
2001 року 16-річний син Франкі Чарлі Коломбо наклав на себе руки. Франкі бере активну участь у благодійній організації «L'amico Charly», яка була створена в пам'ять про її сина, щоб допомогти підліткам з проблемами або схильним до самогубства.
2016 року вона спростувала твердження, що зустрічалася з Гуччі через його багатство: «Насправді мій попередній чоловік, якого я залишила до Мауріціо, був ще багатшим, тож це все була нісенітниця».

## У масовій культурі
У фільмі «Дім Ґуччі» (2021) Паолу Франкі грає французька актриса Каміль Коттін.